# Pour un million
Pour plus de détails, voir Fiche technique et Distribution.
Pour un million (I'll Give a Million) est un film américain réalisé par Walter Lang, sorti en 1938. Il s'agit du remake du film italien Je donnerai un million.

## Fiche technique
- Titre original : I'll Give a Million
- Titre français : Pour un million
- Réalisation : Walter Lang
- Scénario : Boris Ingster et Milton Sperling
- Photographie : Lucien Andriot
- Montage : Louis R. Loeffler
- Société de production : 20th Century Fox
- Pays d'origine : États-Unis
- Format : Noir et blanc - 1,37:1 - Mono
- Genre : comédie dramatique
- Date de sortie : 1938

## Distribution
- Warner Baxter : Tony Newlander
- Marjorie Weaver : Jean Hofmann
- Peter Lorre : Louie Monteau
- Jean Hersholt : Victor
- John Carradine : Kopelpeck
- J. Edward Bromberg : Éditeur
- Lynn Bari : Cecelia
- Fritz Feld : Max Primerose
- Sig Ruman : Anatole Primerose
- Christian Rub : Commissaire
- Paul Harvey : Corcoran
- Charles Halton : Maire
- Frank Reicher : Préfet de police
- Frank Dawson : Albert
- Harry Hayden : Gilman
- Stanley Andrews : Capitaine
- Lillian Porter (en) : Fleuriste
- Luis Alberni : Reporter
- Rafaela Ottiano : Propriétaire
- Georges Renavent : Gendarme
- Rolfe Sedan : Commis au télégraphe
- Eddie Conrad : Propriétaire de la pâtisserie
- Egon Brecher : Citoyen
- Frank Puglia : Citoyen
- Michael Visaroff : Citoyen
- Alex Novinsky : Citoyen
- Armand Kaliz : Directeur de l'hôtel